# Seeoner Seen
Die Seeoner Seen sind eine kleine Seenplatte rund 4 km nördlich des Chiemsees im Landkreis Traunstein, großteils im Bereich der Gemeinde Seeon-Seebruck. Nur die zwei nördlichsten Seen, der Griessee und der Brunnensee, gehören zur Gemeinde Obing. Die Seenplatte gehört mit den Eggstätter Seen zum Biotopverbund Eggstätt Hemhofer Seenplatte und Seeoner Seen.

## Geographie
Die Seeoner Seen entstanden wahrscheinlich am Ende der Würmeiszeit vor mehr als 10.000 Jahren als typische Eiszerfallslandschaft. Beim langsamen Rückzug der Gletscher brachen größere Eisblöcke ab und blieben inmitten von Geröllhalden liegen. Nach ihrem Abschmelzen hinterließen die Eisblöcke Toteislöcher, tiefe wassergefüllte Kessel. Aus mehreren dieser Kessel entstanden die heutigen Seeoner Seen.
Der weitaus größte und bekannteste See ist der Klostersee (auch Seeoner See genannt), in dessen westlichem Teil sich die rund 2,1 Hektar große Klosterinsel mit dem bekannten Kloster Seeon befindet. Der Klostersee besteht aus drei verbundenen Toteisbecken, die sich so um die Klosterinsel gruppieren, dass sie somit eine von Westen hereinragende Halbinsel darstellt. Gegenüberliegend am Ostufer ist der Ortsteil Seeon (früher Niederseeon genannt). Besonders deutlich abgesetzt ist das nördliche Becken des Weinbergsees, sodass eine Holzbrücke über die Bräuhauser Seeenge das Kloster auch mit dem Nordufer (Ortsteil Weinberg) verbindet.
Eine weitere nur rund 0,04 Hektar große Insel befindet sich im Seeleitensee.

### Einzelne Seen mit Größenangabe
1. Griessee 9,21 ha

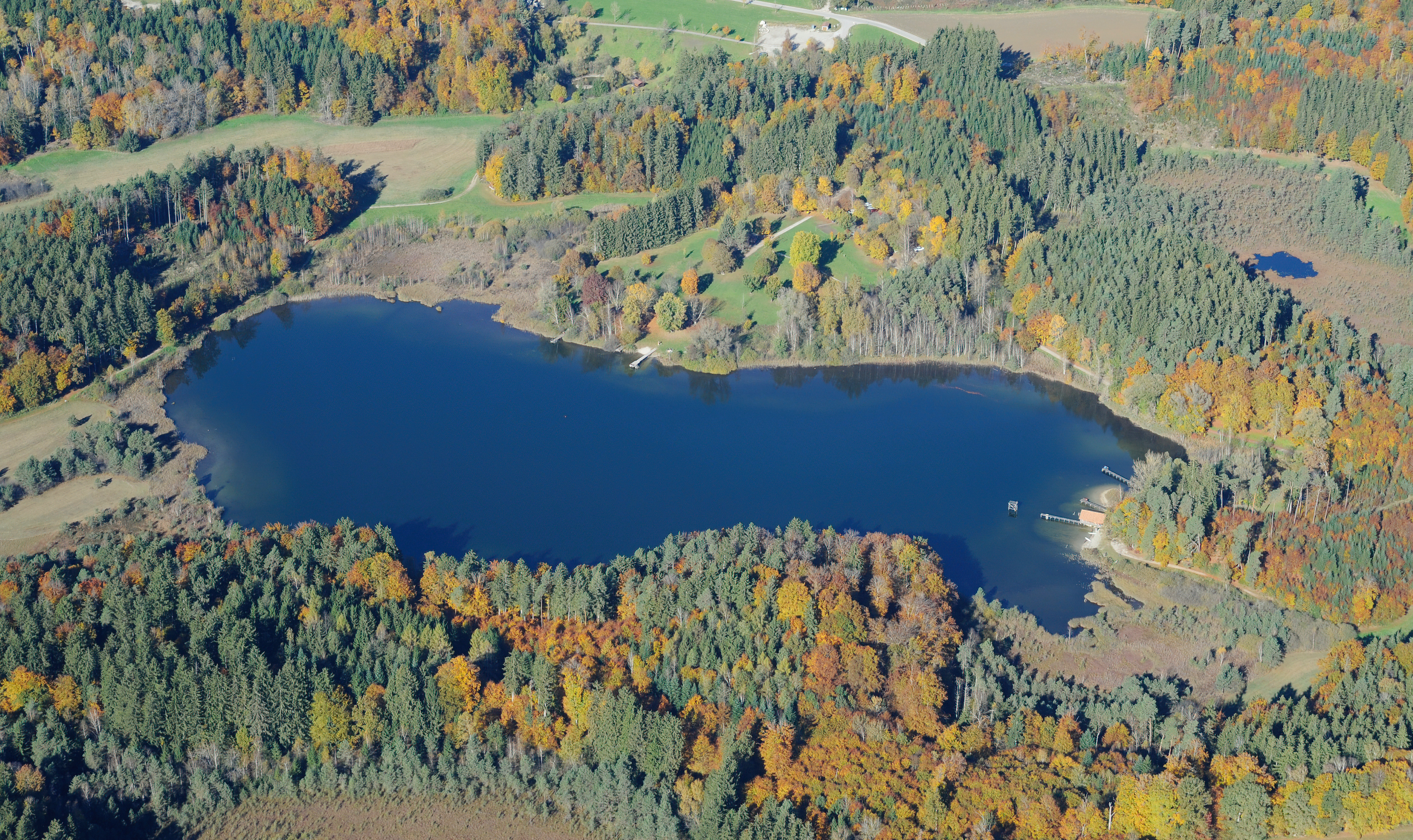
Griessee

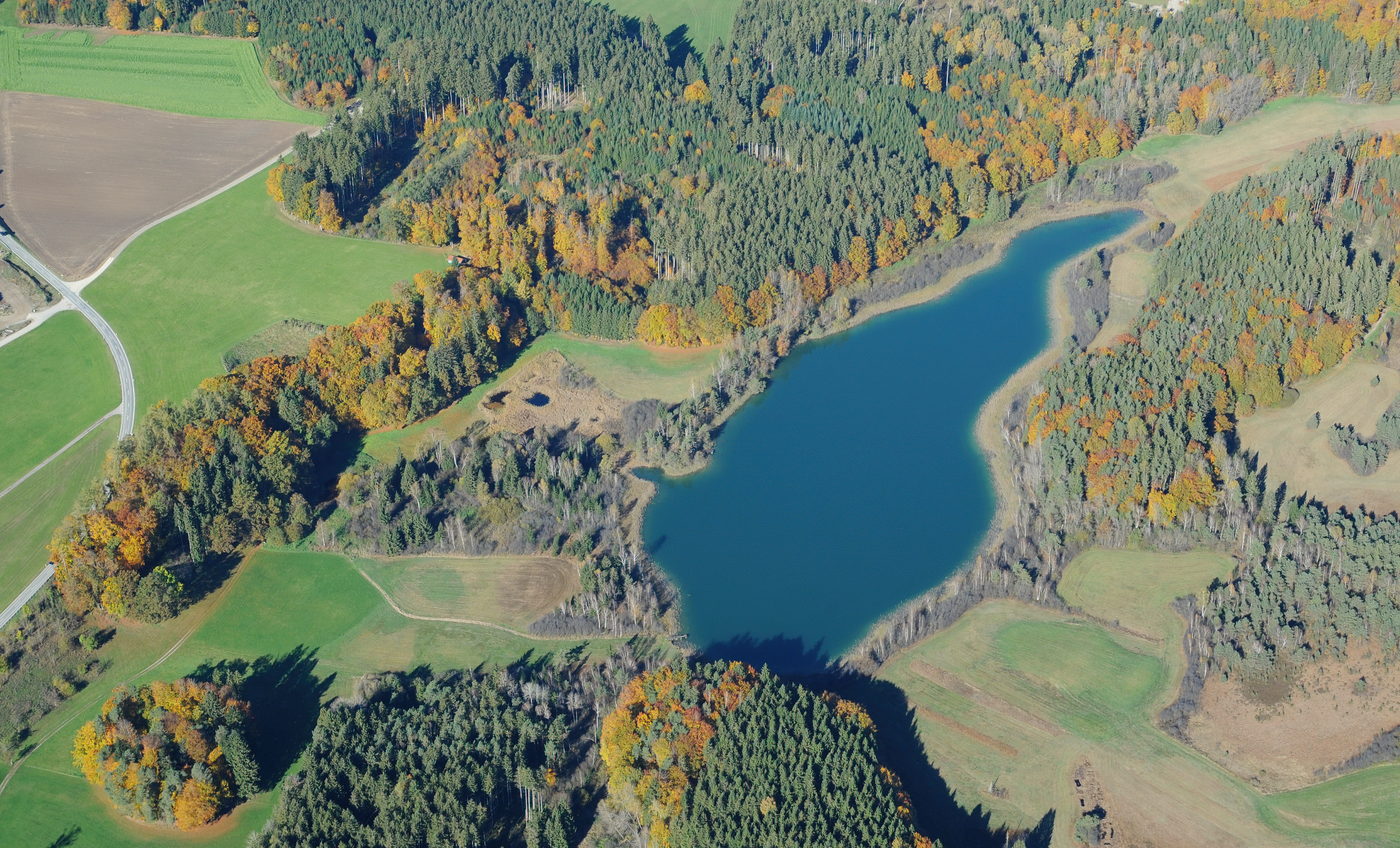
Brunnensee

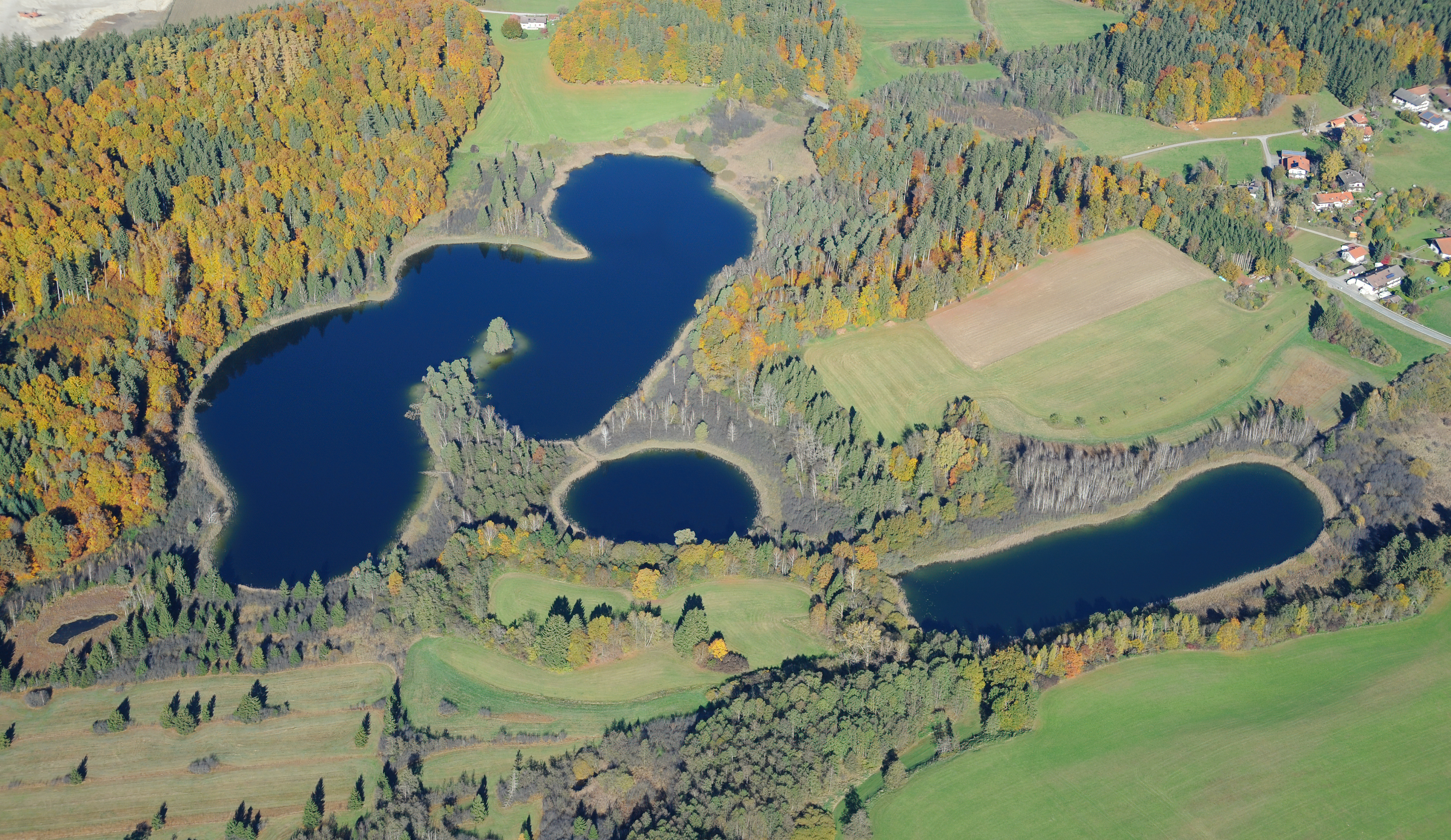
Seeleitensee, Mittersee und Jägersee

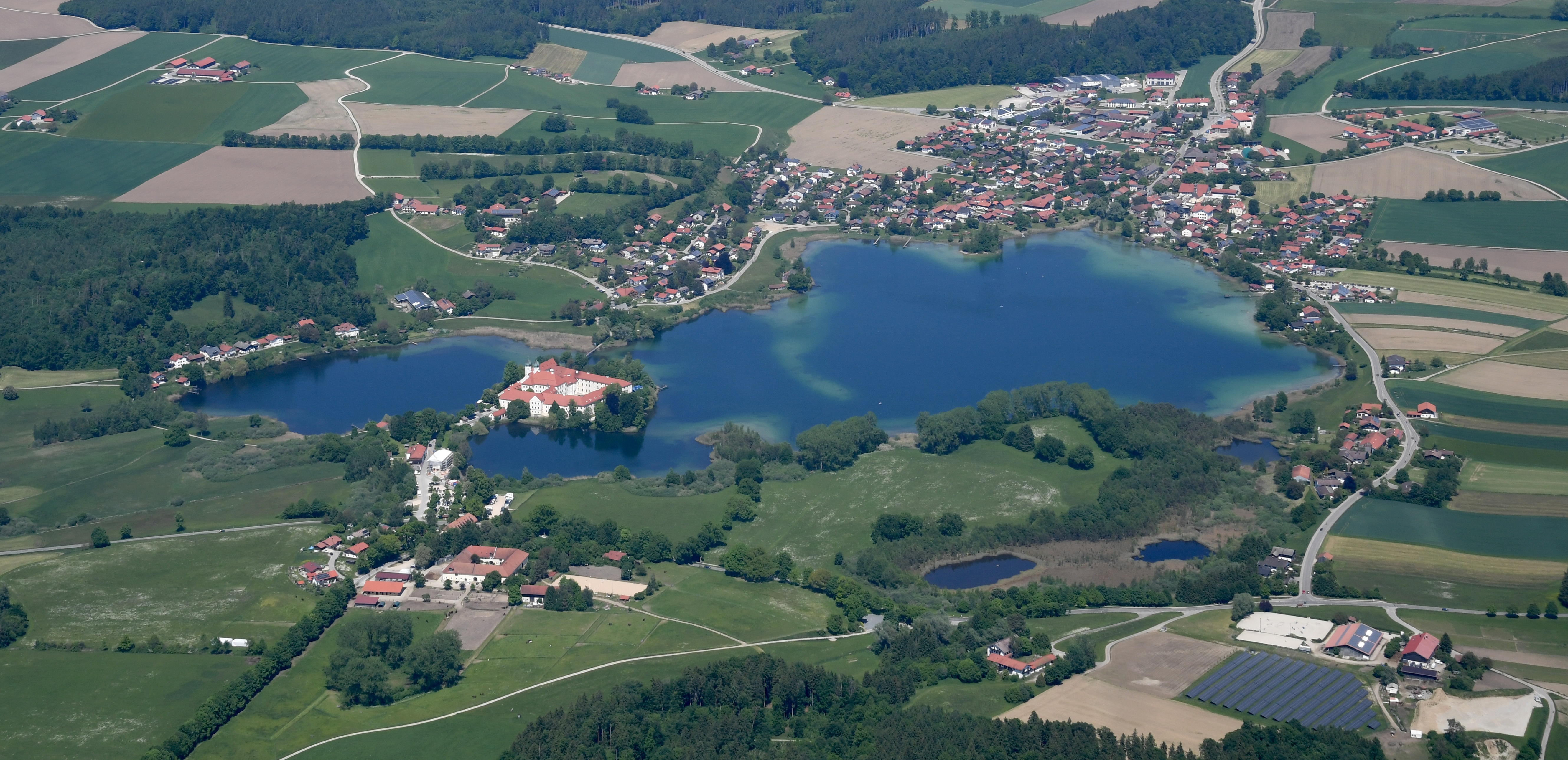
Klostersee

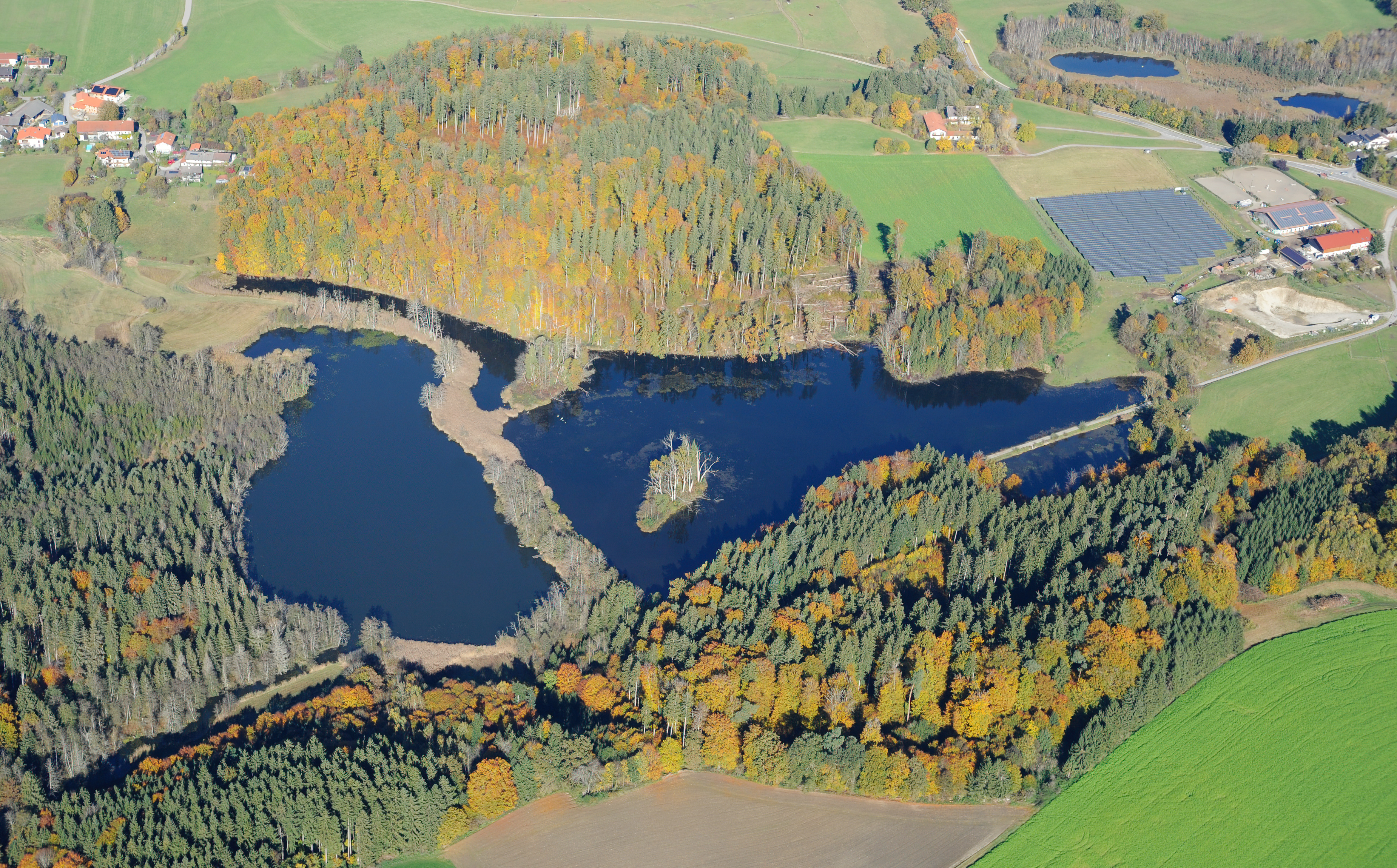
Bansee

2. Brunnensee 5,88 ha (tiefster See mit maximal 18,6 m)
3. Seeleitensee 8,29 ha
4. Mittersee 0,78 ha
5. Jägersee 2,21 ha
6. Klostersee (Seeoner See) 47 ha
7. Bansee 3,30 ha

Weiterhin gibt es mehrere unbenannte, jeweils nur wenige Ar große Toteislöcher oder Gumpen.

### Hydrologie
Die Seen 1 bis 6 sind durch Gräben miteinander verbunden. Die Entwässerung erfolgt bei geringem Gefälle vom Brunnensee (Meereshöhe 533,3 m) hin zum Klostersee (Meereshöhe 532,8 m). Nach starken Niederschlägen fließt das Wasser des Klostersee über den Eglseegraben in das, als Geotop ausgewiesene Schluckloch Eglsee, wo es im Appertinger Schotter versickert.
Der weiter südlich gelegene Bansee (mit einer deutlich geringeren Meereshöhe von rund 527 m) entwässert dagegen – ebenso wie die rund sieben Kilometer südwestlich gelegenen Eggstätter Seen – über die Ischler Achen zur Alz.

### Naturschutzgebiet
Die Seeoner Seen (1 bis 6) sowie der Bansee gehören zum Naturschutzgebiet Seeoner Seen. Das Naturschutzgebiet ist Bestandteil des Biotopverbund Eggstätt Hemhofer Seenplatte und Seeoner Seen.

### Naturdenkmal und Geotop
Zwischen dem Klostersee und dem Bansee befindet sich eine 250 × 180 m Depression, das Toteisloch südwestlich von Klosterseeon. Es ist als Naturdenkmal und Geotop (Nummer: 189A002) ausgewiesen. Im Zentrum befindet sich ein nahezu kreisförmiger, fast vollständig verlandeter See (70 m ⌀), der am Rand von hohen Bäumen eingerahmt wird.

## Geschichtliches
Im Jahr 1989 schoss hier Manfred Zieglgruber einen Weltrekord im Eisstockweitschießen (566,53 m).